# 安国寺 (山形県山辺町)
安国寺（あんこくじ）は、山形県東村山郡山辺町にある曹洞宗の寺院。山号は太平山。本尊は阿弥陀如来。

## 概要
足利尊氏が後醍醐天皇や、建武の新政を巡り没した戦没者の追倬として行った一国一寺（もしくは一塔）の一つ。
開山した当時の物は焼失したものの宝暦中（1751年 - 1764年）に再建された楼門式の山門（別名：仁王門）、鐘楼や、夢窓国師作とされている庭園など一部残っている部分もある。

## 歴史
1356年（延文元年）に、奥州探題・斯波家兼の次男兼頼によって開基される。これにより南朝についた大江氏を押えることを目的に寺院城郭として整備、北朝の重要な軍事拠点となった。しかし室町幕府の権威が弱まると同時に明応・元和頃に寺の力が弱まり、民衆による檀家制度に移行された。
1749年（寛延2年）、1751年（宝暦元年）に火災にあい、一部が焼失したが、その後に再建される。
1910年（明治43年）9月26日に182.0 x 363.5の法量の針子図の絵馬が奉納された。
2015年（平成27年）3月24日に楼門が山形県指定有形文化財に指定された。

## アクセス
- 羽前山辺駅から徒歩23分[5]。
- 羽前金沢駅から徒歩28分[5]。
- 蓮台寺バス停から徒歩4分[5]。
- 観音橋バス停から徒歩5分[5]。
- 北垣バス停から徒歩5分[5]。